# Kingdom Centre
Kingdom Centre é um arranha-céu situado na cidade de Riade, na Arábia Saudita com 41 andares. O Kingdom Centre tem uma altura de 302 metros.